# Larry Black
Lawrence Jeffery Black, detto Larry (Miami, 20 luglio 1951 – Miami, 8 febbraio 2006), è stato un velocista statunitense.
Nel 1972 prese parte ai Giochi olimpici di Monaco di Baviera, dove conquistò la medaglia d'argento nei 200 metri piani dietro a Valerij Borzov e quella d'oro nella staffetta 4×100 metri facendo registrare il record mondiale insieme ai connazionali Robert Taylor, Eddie Hart e al cugino Gerald Tinker.

## Palmarès
| Anno | Manifestazione  | Sede   | Evento      | Risultato | Prestazione | Note                          |
| ---- | --------------- | ------ | ----------- | --------- | ----------- | ----------------------------- |
| 1972 | Giochi olimpici | Monaco | 200 m piani | Argento   | 20"19       | Miglior prestazione personale |
| 1972 | Giochi olimpici | Monaco | 4×100 m     | Oro       | 38"19       |                               |